# Тушин
Тушин (пол. Tuszyn) — город в Польше, входит в Лодзинское воеводство, Восточно-Лодзинский повят. Имеет статус городско-сельской гмины. Занимает площадь 23,25 км². Население — 7201 человек (на 2004 год).

## Известные уроженцы
- Адлер, Янкель (1895—1949) — польско-еврейский художник.